# Niederwerth

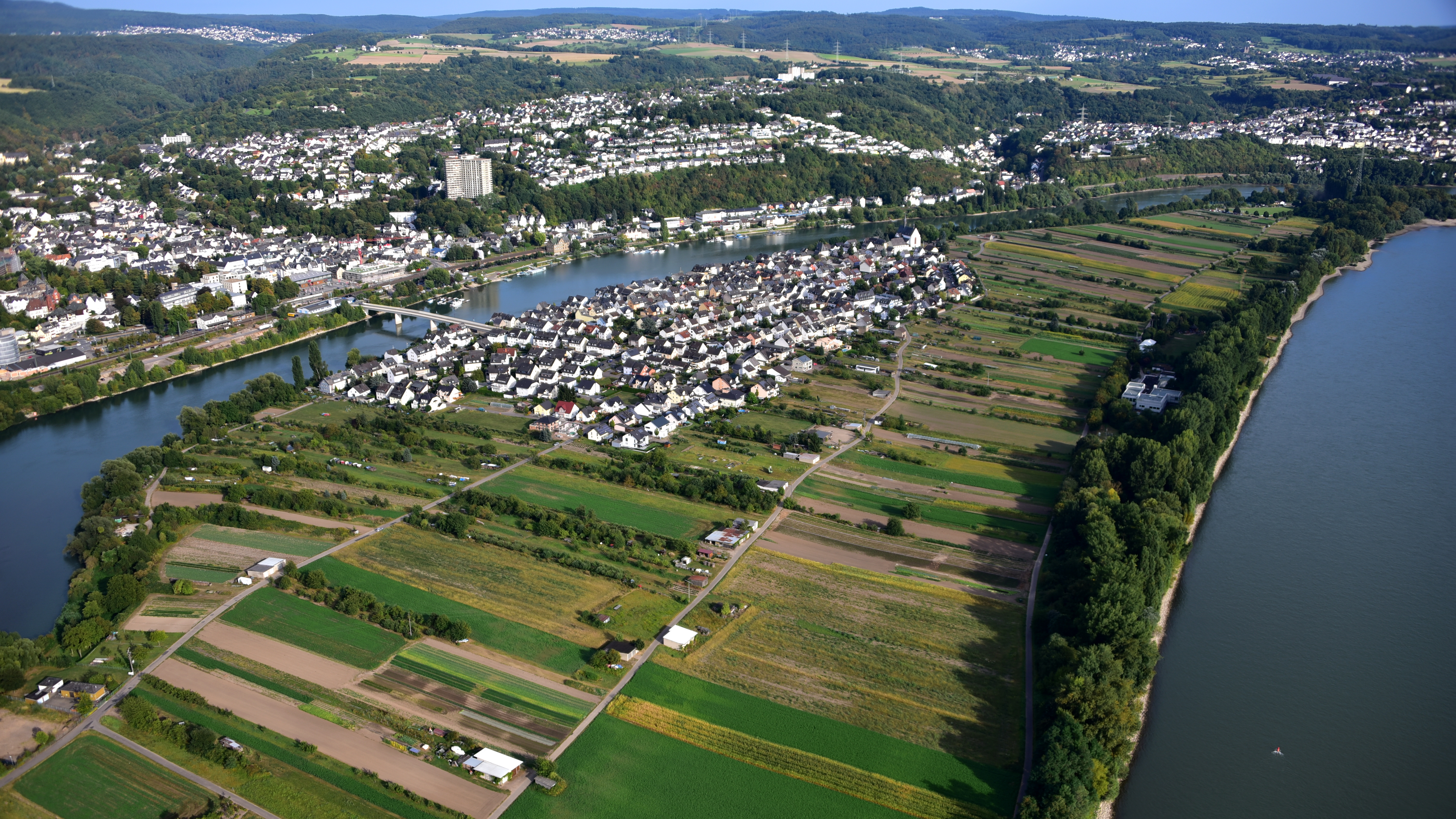
Niederwerth, Luftaufnahme (2016)

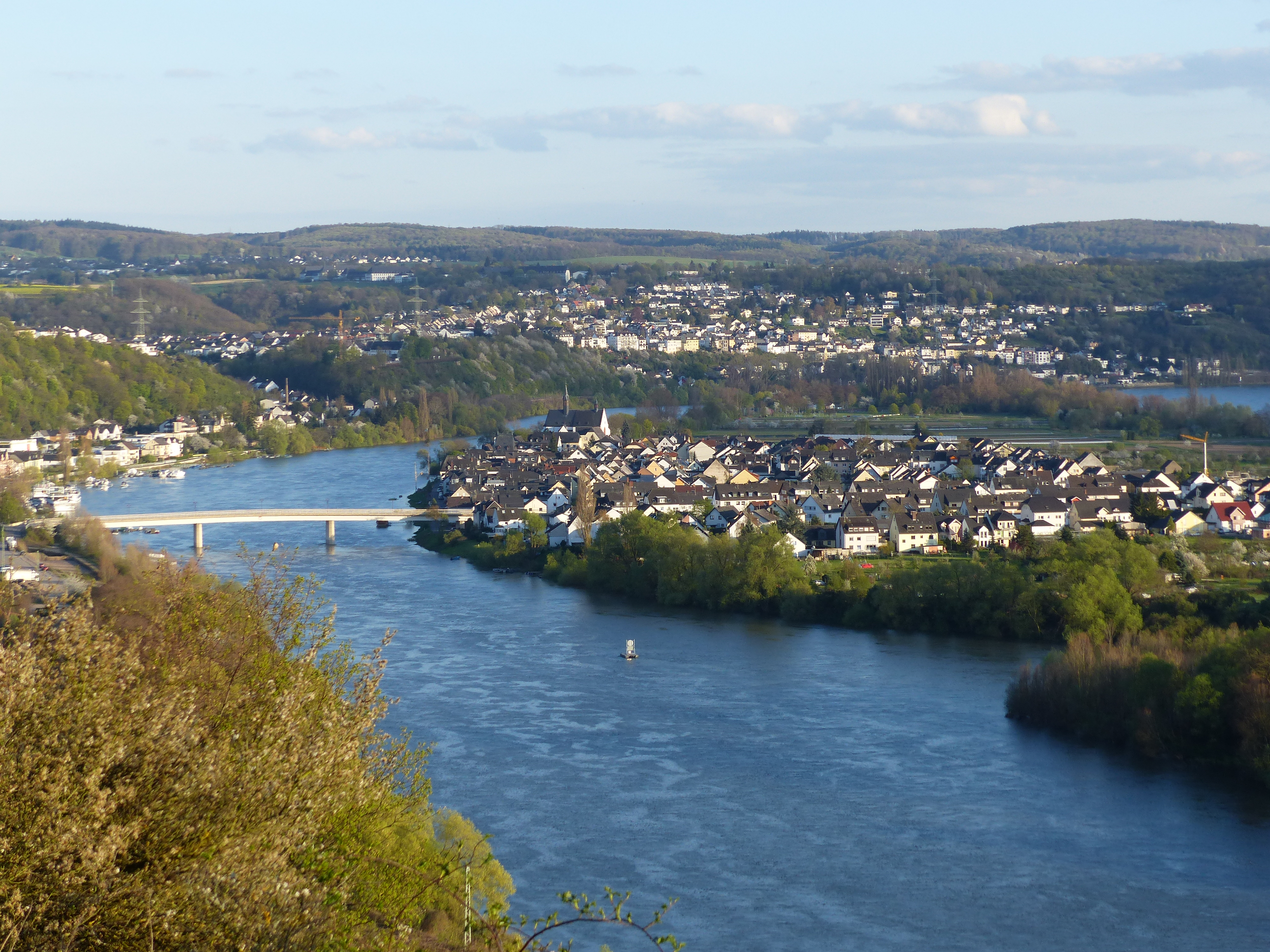
Blick auf Niederwerth vom Parkplatz „Auf der Zeg“ der A 48

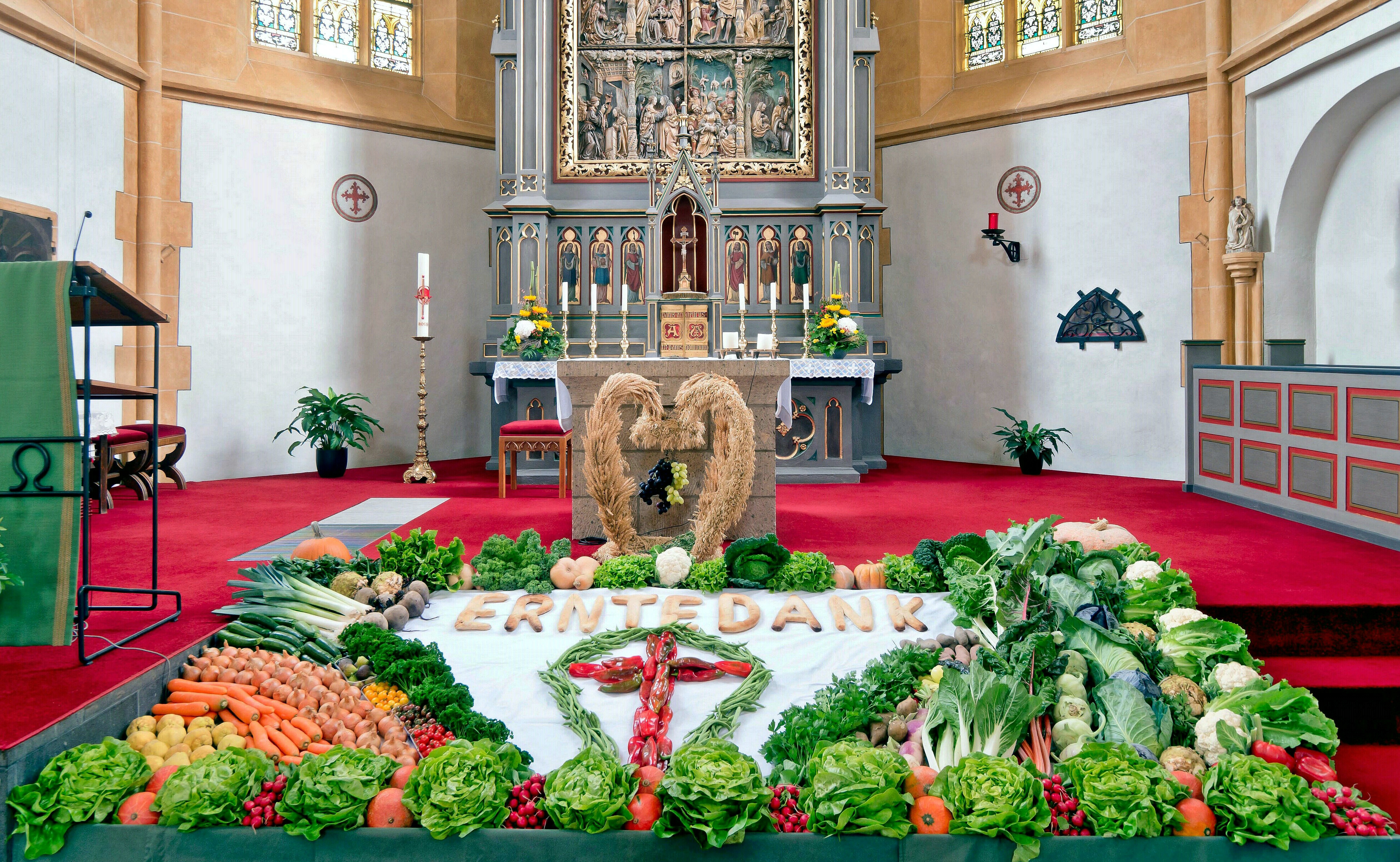
Geschmückter Altar zum Erntedankfest in der Pfarrkirche St. Georg

Niederwerth ist eine Ortsgemeinde auf der gleichnamigen Rheininsel im rheinland-pfälzischen Landkreis Mayen-Koblenz. Die einzige selbständige Flussinselgemeinde Deutschlands liegt drei Kilometer nördlich von Koblenz und gehört der Verbandsgemeinde Vallendar an. Über eine Brücke ist sie mit der Stadt Vallendar auf dem rechten Rheinufer verbunden.

## Geographie
Die Gemeinde Niederwerth besteht aus den Binneninseln Niederwerth und Graswerth. Während Niederwerth bewohnt und landwirtschaftlich genutzt wird, ist Graswerth ein unbewohntes Naturschutzgebiet. Beide Inseln liegen gegenüber dem rechtsrheinischen Vallendar, mit dem Niederwerth seit 1958 über eine Brücke verbunden ist. Da das Gemeindegebiet dem intensiven Anbau von Obst und Gemüse dient, vor allem von Spargel und Erdbeeren, wurde die Brücke zu den übrigen Ackerflächen der Niederwerther Bauern am rechten Rheinufer aus Mitteln des Grünen Planes finanziert. Zuvor war Niederwerth nur durch eine Fähre erreichbar. Mit Koblenz ist die Insel bis heute durch eine Personenschifffahrtslinie verbunden.
An der Südspitze der Insel steht ein Freileitungsmast, der Teil der Rhein-Freileitungskreuzung Koblenz-Niederwerth-Urbar ist.
Von der Gemeindefläche von 3,03 km² entfallen 1,71 km² auf die beiden Inseln (1,4 km² auf die Insel Niederwerth und 0,3 km² auf Graswerth). Der Rest ist Wasserfläche, der Anteil der Gemeinde am Rhein und seinen Seitenarmen.

## Geschichte
Durch Gräberfunde ist belegt, dass Niederwerth schon im 8. Jahrhundert besiedelt war. Im Sommer des Jahres 859 trafen sich auf der Rheininsel die drei fränkischen Könige Karl der Kahle, Lothar II. und Ludwig der Deutsche zu Vorverhandlungen, um die Konflikte beizulegen, die sich nach der Teilung des Frankenreichs zwischen ihnen ergeben hatten. Sie bereiteten dabei ein weiteres Königstreffen vor, das an Pfingsten des darauf folgenden Jahres zum Abschluss des Friedens von Koblenz führte.
Im November 1338 hielt sich der englische König Eduard III. acht Tage lang im damaligen Kloster Niederwerth auf.  Als Gast von Kaiser Ludwig dem Bayern besuchte er den Hoftag in Koblenz, um das Reich als Verbündeten im Hundertjährigen Krieg gegen Frankreich zu gewinnen.
Das am südlichen Ortsrand gelegene Kloster war aus einer erstmals im 13. Jahrhundert urkundlich erwähnten Beginenniederlassung hervorgegangen. Ab dem 15. Jahrhundert war es eine Niederlassung von Augustiner-Chorherren, ab dem 16. Jahrhundert eine Zisterzienserinnenabtei. 1811 wurde diese aufgehoben. Die erhaltene einschiffige spätgotische Kloster- und heutige katholische Filialkirche St. Georg (Weihe 1474) bewahrt neben bemerkenswerten Wandmalereien eine reiche Ausstattung aus Gotik, Barock und Neugotik.
Im Ersten Koalitionskrieg (1792–1797) kam der Insel Niederwerth durch ihre strategische Lage in Bezug auf die Belagerung der Festung Ehrenbreitstein eine wichtige Rolle zu, die Franzosen unterhielten auf der Insel ein Waffen und Munitionsdepot für ihre Belagerungstruppen. Abwechselnd wurde die Insel von österreichischen Truppen und Franzosen besetzt; die zahllosen Gräben, Wälle und Erdschanzen hat die Landwirtschaft längst wieder eingeebnet. Am 30. Oktober 1795 nahm Ferdinand Prinz von Württemberg den Franzosen „das Niederwerth“, das mit 800 Franzosen besetzt war.
Am 29. November 1795 wurde durch Geschützbatterien unter dem Befehl von Generalmajor Adam Boros de Rakos (1739–1809) aus der Festung Ehrenbreitstein die Kommunikationsbrücke zur Insel Niederwerth „in Grund und Boden geschossen“. In der Nacht zum 30. November 1795 landeten an der unteren Spitze der Insel die Divisionen Württemberg und Murray, diese stürmten gleich das verschanzte Kloster und ihre vormaligen Schanzen, trieben die gesamte französische Inselbesatzung zur oberen Spitze, wo sie sich auf sechs Nachen zurückziehen wollten. Aber die dahin gerichteten Geschützbatterien verhinderten diesen Rückzug und so mussten alle, die nicht in die Fluten des Rheins gedrängt wurden, sich in die Gefangenschaft ergeben.
Diese bestanden aus einem Oberst, 20 Offizieren und 650 Gemeinen.
Bevölkerungsentwicklung
Die Entwicklung der Einwohnerzahl von Niederwerth, die Werte von 1871 bis 1987 beruhen auf Volkszählungen:
| Jahr | Einwohner |
| ---- | --------- |
| 1815 | 586       |
| 1835 | 745       |
| 1871 | 806       |
| 1905 | 727       |
| 1939 | 852       |
| 1950 | 841       |
| 1961 | 943       |

| Jahr | Einwohner |
| ---- | --------- |
| 1970 | 1.115     |
| 1987 | 1.230     |
| 2005 | 1.378     |
| 2011 | 1.362     |
| 2017 | 1.295     |
| 2022 | 1.275     |

## Politik

### Gemeinderat
Der Gemeinderat in Niederwerth besteht aus 16 Ratsmitgliedern, die bei der Kommunalwahl am 9. Juni 2024 in einer Mehrheitswahl gewählt wurden, und dem ehrenamtlichen Ortsbürgermeister als Vorsitzendem. Die Wahlen bis 2019 fanden als personalisierte Verhältniswahl statt, da mehrere Wahlvorschläge eingereicht wurden.
Die Sitzverteilung im Gemeinderat:
| Wahl | SPD               | CDU               | FWG               | Gesamt   |
| ---- | ----------------- | ----------------- | ----------------- | -------- |
| 2024 | per Mehrheitswahl | per Mehrheitswahl | per Mehrheitswahl | 16 Sitze |
| 2019 | 4                 | 2                 | 10                | 16 Sitze |
| 2014 | 8                 | 3                 | 5                 | 16 Sitze |
| 2009 | 8                 | 3                 | 5                 | 16 Sitze |
| 2004 | 6                 | 5                 | 5                 | 16 Sitze |

- FWG = Freie Wählergruppe Niederwerth e. V.

### Bürgermeister
Ortsbürgermeister von Niederwerth ist Horst Klöckner (FWG). Bei der Direktwahl am 26. Mai 2019 wurde er mit einem Stimmenanteil von 75,61 % gewählt und damit Nachfolger von Josef Gans (SPD), der nach 15 Jahren im Amt nicht erneut angetreten war. Bei der Direktwahl am 9. Juni 2024 wurde er als einziger Bewerber mit 88,8 % für weitere fünf Jahre in seinem Amt bestätigt.

### Partnerschaft
Seit 1977 ist die Ortsgemeinde mit Pontaumur in der Auvergne verbunden. Die Partnerschaft entstand durch persönliche Erfahrungen eines Kriegsgefangenen aus der Gemeinde und hat sich aus Vereinsaktivitäten entwickelt.

## Infrastruktur

### Öffentliche Einrichtungen
Niederwerth besitzt einen Kindergarten, eine Grundschule und eine Feuerwehreinheit. Das Gemeindegebäude bietet Platz für eine Gemeindebücherei und Aktivitäten der Vereine.

### Verkehr
Seit Dezember 2021 hat Niederwerth erstmals eine Anbindung an den ÖPNV. Die Buslinie 154 verbindet Niederwerth mit der Vallendarer Innenstadt, überwiegend im Stundentakt. Dort gibt es Anschlussmöglichkeiten auf Bus und Bahn.